# Cate Archer
Catherine Ann Archer, bedre kendt som Cate Archer, er hovedpersonen i computerspilet The Operative: No One Lives Forever og efterfølgeren No One Lives Forever 2: A Spy in H.A.R.M.'s Way.

## Historie
Cate Archer blev født sidst i marts 1942. Hendes far blev efterladt med Cate da hendes mor døde tre uger efter Cates fødsel. På trods af dette tidlige tab var hendes barndom god. Hun var dygtig i skolen, og hun havde mange venner. Da hun blev ældre, lærte Cates far hende at ride og gå på jagt. Cates far havde været afhængig af sin kone til at passe økonomien og holde ham ædru, og hans helbred blev gradvist dårligere efter hendes død. I maj 1956 da Cate var fjorten, begik hendes far selvmord, og hun blev sendt på et børnehjem. Hun kom i familiepleje i flere familier; men hun blev ikke noget sted ret længe. Hun begyndte at stjæle dels på grund af nød, dels for at have noget at lave. Der gik ikke lang tid før hun fandt ud af at hun var meget god til det.
I 1958 tog Cates liv en brat drejning. Hun prøvede at stjæle en pung fra en mand ved navn Bruno Lawrie. Bruno opdagede Cate; men han meldte hende ikke til politiet. Uvidende om at Bruno var medlem af den hemmelige britiske spionenhed UNITY, stjal Cate hans lommeur. Hvad hun ikke vidste, var at dette ur indeholdte en skjult søgeenhed, og Bruno mødte hende ved hendes hoveddør. Overrasket over hendes frygtløshed og talent besluttede Bruno at introducere hende for UNITY. I UNITY blev Cate den første kvinde der blev uddannet som spion, og hun skulle arbejde hårdt for at stige i graderne.
Først i 60’erne tog Cates karriere fart. Cate fik sin første spionmission i Marokko fordi mange af UNITYs agenter var blevet likvideret af en ukendt gerningsmand. Hun skulle beskytte den amerikanske ambassadør mod et attentatforsøg fra en terroristorganisation ved navn H.A.R.M. På en senere mission skulle Cate hjælpe en østtysk professor ved navn Schenker med at flygte til vesten. Det viste sig at Schenker var i gang med at udvikle et biologisk våben i form af en virus som simpelthen gjorde et menneske til en omvandrende bombe. Han blev bortført af H.A.R.M. på vej til England, og det blev Cates opgave at få ham tilbage. Da hun fandt ham, havde H.A.R.M. allerede fået Schenker til at lave sin virus til dem. H.A.R.M. krævede af vesten en kæmpe sum penge og hele Australien; til gengæld ville vesten få en liste med tilfældige personer som de havde inficeret med virussen, og modgiften. Hvis ikke kravene blev indfriet ville de sprænge en by i luften hver 48. time. For at få fat i listen med de mennesker der var forgivet, og modgiften, måtte Cate på missioner i Tyskland, Schweiz, en ø i Stillehavet og en rumstation. Til sidst lykkedes det hende at finde begge dele, og sende dem tilbage til UNITYs hovedkvarter. Senere fandt hun ud af at hendes overordnede stod bag en del af H.A.R.M. Da hun, bogstaveligt talt, havde reddet verden, tog hun en lang ferie på en tropeø. Under ferieopholdet fandt hun ud af at H.A.R.M. havde en operation kørende på øen. Denne fik hun dog forpurret.